# مرقد النوبختي
مقام النوبختي أو مرقد النوبختي هو ضريح إسلامي يقع في الرصافة في بغداد، بالعراق. وهو مثوى النائب الثالث عند الشيعة ابن روح النوبختي المتوفى سنة 937م. يعلوا المقام قبة، ويُعتبر أيضًا مكانًا للزيارة، وهو من دُرر العمارة الإسلامية في القرن 10 م. ويقع اليوم بين أسواق الشورجة وشارع الرشيد.

## الخلفية التاريخية
كان ابن روح النوبختي شخصية مؤثرة في عصره، وكان جزءًا من البلاط العباسي، وهو زعيم عائلة النوبختي، وشريك مقرب من النائب الثاني للإمام الاثني عشري أبو جعفر محمد، الذي خلفه كنائب ثالث للإمام الاثني عشري المهدي في عام 917 م. واستمرت اتصالاته مع الإمام الثاني عشر حتى عام 937م، وهو العام الذي تُوفي فيه وخلفه أبو الحسين السمري نائبًا رابعًا وأخيرًا للإمام الاثني عشري. ودُفن النوبختي في بغداد.

## طالع أيضًا
- الإسلام في العراق
- مسجد الكاظمية
- الغيبة الصغرى

### فهرس
- Al-Jalali، Muhammad Husayn (1995). Shrines of the Ahl al-Bayt and their history. جامعة ميشيغان: Al-A'alami Foundation for Publications. OCLC:187468586.
- Klemm، Verena (2007). "ISLAM IN IRAN ix. THE DEPUTIES OF MAHDI". ISLAM IN IRAN ix. THE DEPUTIES OF MAHDI. ج. XIV/2. ص. 143–6. مؤرشف من الأصل في 2025-05-16.
- Sachedina، Abdulaziz (1981). Islamic Messianism: The Idea of Mahdī in Twelver Shīʻism. Suny press. ISBN:9780873954426. مؤرشف من الأصل في 2023-10-10.